# Punjab (India)
Punjab (Punjabi: ਪੰਜਾਬ) is een deelstaat van India die gelegen is in het noordwesten van het land. De staat ligt tegen de Pakistaanse grens, ter hoogte van de stad Lahore, de hoofdstad van de gelijknamige Pakistaanse provincie Punjab.
De hoofdstad van Punjab is Chandigarh. Deze stad ligt echter niet in de deelstaat zelf, maar in het aangrenzende unieterritorium Chandigarh. De reden hiervoor is dat de stad ook de hoofdstad is van de zuidelijk gelegen staat Haryana. Naast Chandigarh heeft Punjab Amritsar als tweede grote stad. Punjab heeft 27.743.338 inwoners (2011).

## Geschiedenis
In 1947 werd het oorspronkelijke Punjabgebied verdeeld in een westelijk (Pakistaans) gedeelte en een oostelijk (Indiase) gedeelte. Na een periode van opstanden en chaos werd het oostelijk deel het woongebied van voornamelijk sikhs en hindoes, terwijl moslims het Pakistaanse deel voor zich opeisten.
In 1966 werd het zuidelijke deel met een meerderheid van hindoes, Haryana, van de staat afgescheiden, nadat een commissie met de aanbeveling was gekomen om het in meerderheid Hindi sprekende deel te scheiden van het in meerderheid Punjabi sprekende noordelijke deel van de staat. Chandigarh, de in 1953 nieuw gebouwde hoofdstad van de staat Punjab, werd ook de hoofdstad van de nieuwe staat Haryana. Hiervoor kreeg het de status van unieterritorium.

## Geografie
De staat is gelegen op 29'30" tot 32'32" noorderbreedte en 73'55" tot 76'50" oosterlengte. Punjab heeft een oppervlakte van 50.362 km² (1,54% van de totale oppervlakte van India).
De naam van het gebied betekent 'Land van de vijf rivieren'. Het gaat dan om de Jhelum, de Chenab, de Ravi, de Beas en de Sutlej, die alle zijrivieren van de Indus zijn of van elkaar, en in zuidwestelijke richting stromen. Het gebied bestaat uit vruchtbaar laagland, een woestijnachtig gebied in het zuidoosten, en heuvels en laaggebergte in het noordoosten, aan de voet van de Himalaya.
Punjab grenst aan drie andere Indiase staten (Himachal Pradesh in het oosten, Haryana in het zuiden en Rajasthan in het zuidwesten) en aan twee Indiase unieterritoria (Jammu en Kasjmir in het uiterste noorden en Chandigarh in het oosten). Ten westen van de staat ligt de gelijknamige Pakistaanse provincie Punjab.

## Steden
Steden van betekenis zijn:
| - Amritsar - Batala - Bathinda - Firozpur |  | - Jalandhar - Ludhiana - Mandi Gobindgarh |  | - Mohali - Patiala - Rajpura |

## Bestuurlijke indeling
De staat Punjab is onderverdeeld in de volgende 22 districten:
| - Amritsar - Barnala - Bathinda - Faridkot - Fatehgarh Sahib - Fazilka - Firozpur - Gurdaspur - Hoshiarpur - Jalandhar - Kapurthala |  | - Ludhiana - Mansa - Moga - Mohali (Sahibzada Ajit Singh Nagar) - Muktsar (Sri Muktsar Sahib) - Pathankot - Patiala - Rupnagar - Sangrur - Shahid Bhagat Singh Nagar - Tarn Taran |  |  |

Elk district is weer onderverdeeld in tehsils.

## Klimaat
Punjab kent drie seizoenen, te weten:
- april - juni: zomer (heet tot zeer heet)
- juli - september: regenseizoen
- oktober - maart: winter (koud)

## Bevolking
De inwoners van Punjab noemt men Punjabi's. De staat heeft een bevolkingsaanwas van 10% en een bevolkingsdichtheid van 433/km². Dit aantal groeit gestaag.
De twee meest gesproken talen zijn het Punjabi en het Hindi.
In Punjab is 55% van de bevolking sikh, 39% hindoe, 2% moslim en 4% aanhanger van een andere godsdienst (jodendom, christendom en boeddhisme).
Circa 81,5% van de mannen en circa 71,3% van de vrouwen kunnen lezen en schrijven (2012).

## Landbouw
De landbouw bestaat voornamelijk uit de verbouw van tarwe en rijst, en daarnaast ook suikerriet en katoen.
Een dicht kanalennet zorgt voor de irrigatie van de landbouwgronden.
Het laagland is het vruchtbaarst.